# 阿仁前田温泉站
阿仁前田温泉站（日语：／ Ani-Maeda eki */?）是位於秋田縣北秋田市小又字堂之下，秋田內陸縱貫鐵道的秋田內陸線車站。

## 歷史
- 1935年（昭和10年）11月15日：鐵道省阿仁合線「阿仁前田車站」啟用，當時車站位於北秋田郡前田村（日语：前田村 (秋田県)）[1]，以及為阿仁合線的終點站[1]。
- 1936年（昭和11年）9月25日：阿仁合線延伸至阿仁合站[2]。
- 1980年（昭和55年）9月20日：結束貨物起卸業務[3]
- 1986年（昭和61年）11月1日 - 秋田內陸縱貫鐵道接管阿仁合線，成為秋田內陸縱貫鐵道秋田內陸北線（1989年改名為秋田內陸線）[4]。
- 1995年（平成7年）12月1日：車站大樓內的溫泉設施「榲桲森吉」開幕[5]。
- 2017年（平成29年）
  - 2月17日：小渕至阿仁合之間發生山泥傾瀉。使此站至阿仁合之間不能通行[6]。該區間開設代行巴士[6]。
  - 4月29日：此站至阿仁合之間重開，全線重開[6]。
  - 12月25日：住宿設施啟用。
- 2021年3月13日 - 改名。

## 構造
此站是地面車站，設有2面2線的相對式月台。在國鐵時代一度把列車交會設備撤走。在CTC化列車交會設施復活。

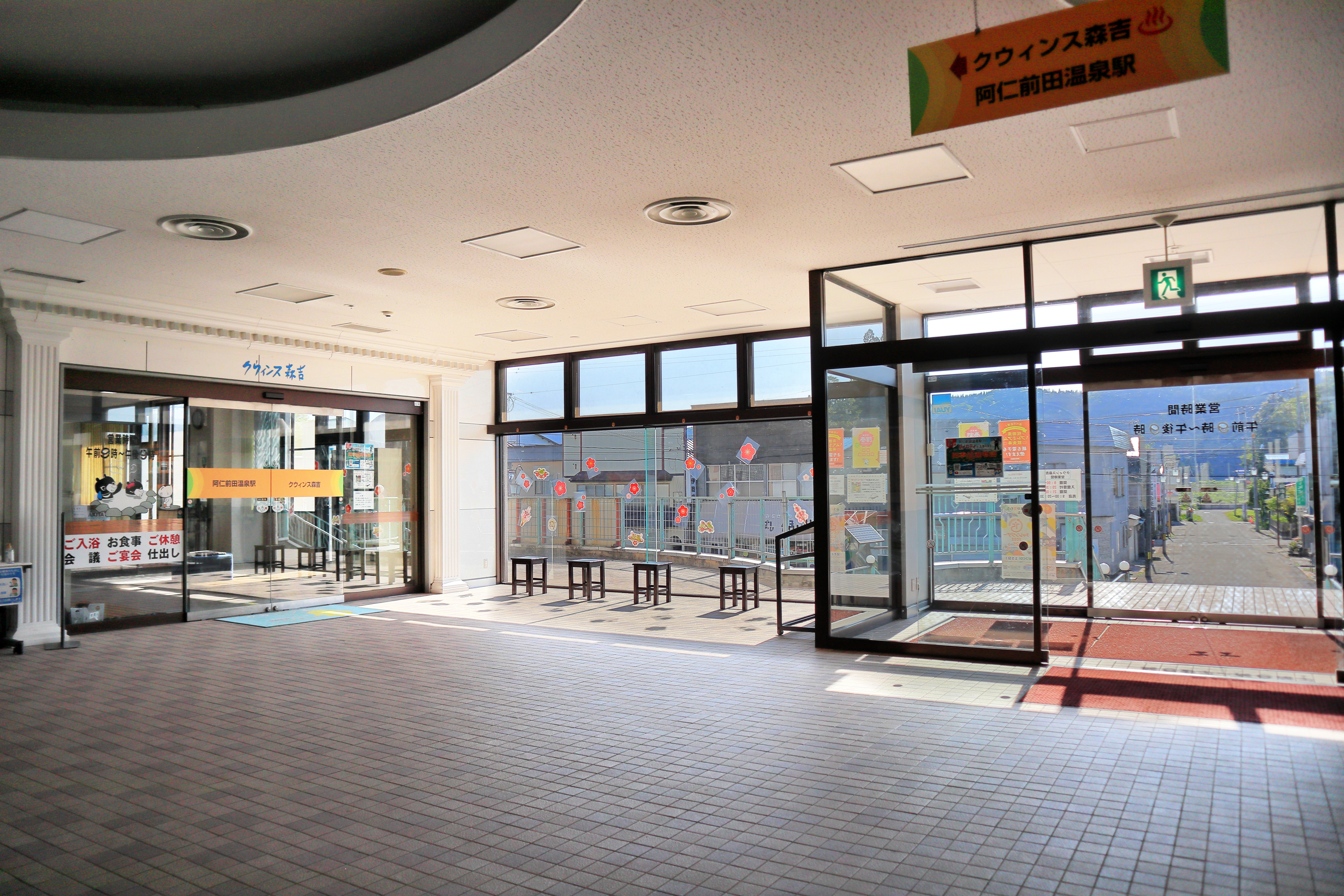
出入口處(2022年5月)
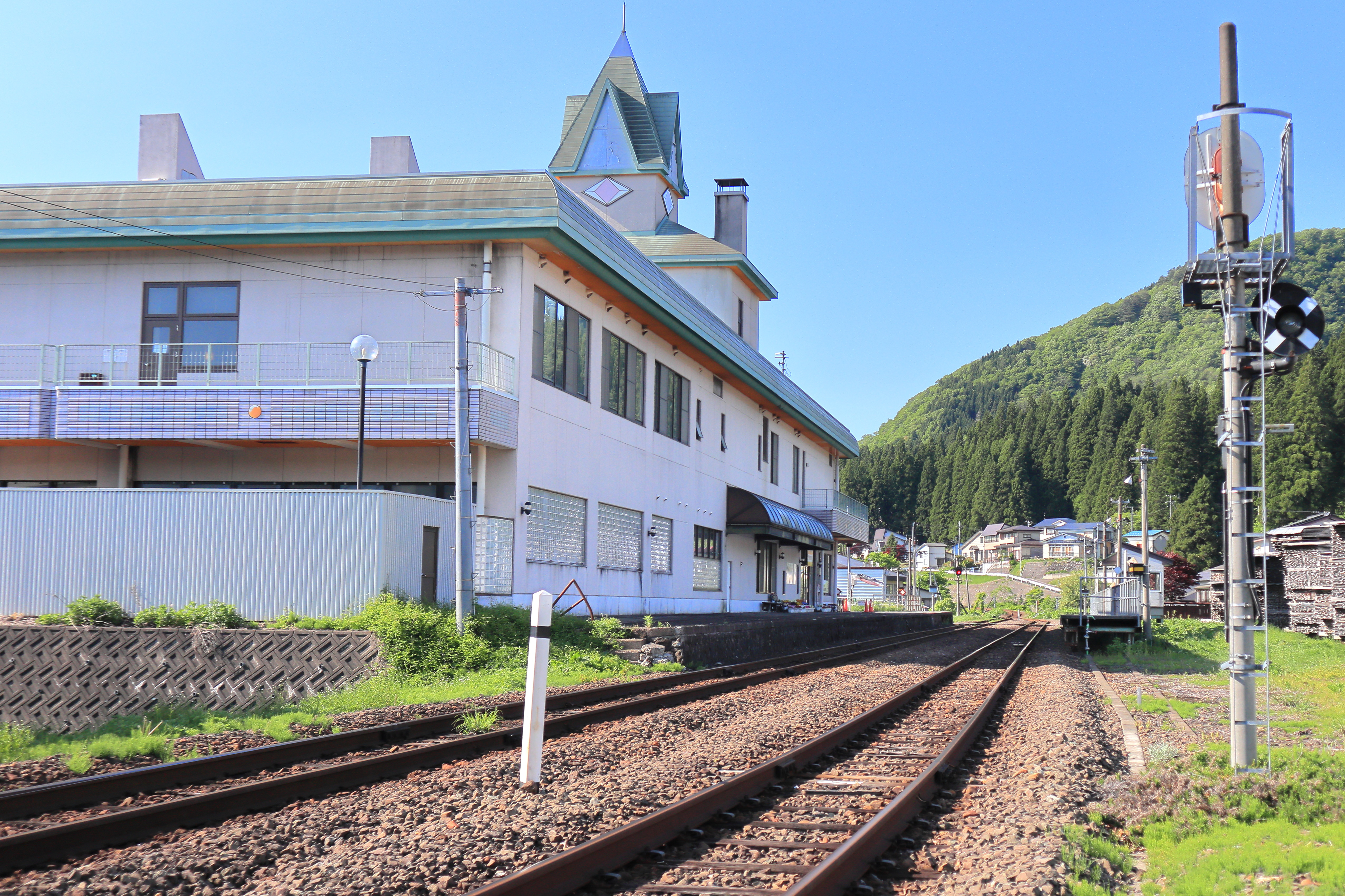
月台遠景(2022年5月)

## 使用狀況
| 1日上落車人次 | 1日上落車人次 |
| 年度          | 1日平均人次   |
| ------------- | ------------- |
| 2016年        | 118           |
| 2017年        | 92            |

## 榲桲森吉
車站大樓內設有溫泉養生設施「榲桲森吉」。為秋田縣內首個設有溫泉設施的車站大樓。在2002年（平成14年）被選為東北車站百選之一，理由是「設有溫泉的童話風3層高車站大樓」。設施名稱中是指舊森吉町的特產榲桲英文名稱。
在2017年（平成29年）12月25日開設了住宿設施，設有5間房，可容納36人。同時車站內廁所進行翻新。
指定管理者中，在2016年10月1日至2021年3月31日是由「櫸之鄉秋田株式會社」管理。
- 團體優惠：15名以上
- 食堂（以3小時內免費）
  - 平日：早上11時至下午2時，下午5時半至下午9時（最後下單：下午8時）
  - 星期六日及假期：早上11時至下午9時（最後下單：下午8時）
- 住宿設施
  - 3間10疊室，1間14疊室，1間28疊室
- 停車場 50架
- 溫泉功效：神經痛、慢性婦人病、切傷、燙傷、肌肉疼痛、五十肩等
- 休息日：原則上毎月第1、第3個星期二（也可能在第2、第4個星期二休息）
- 洗髮水/沐浴露（收費）
- 館內設備
  - 大廳、按摩機、麻雀房、卡拉OK室、露天浴池、投幣式儲物櫃、商店

## 周邊

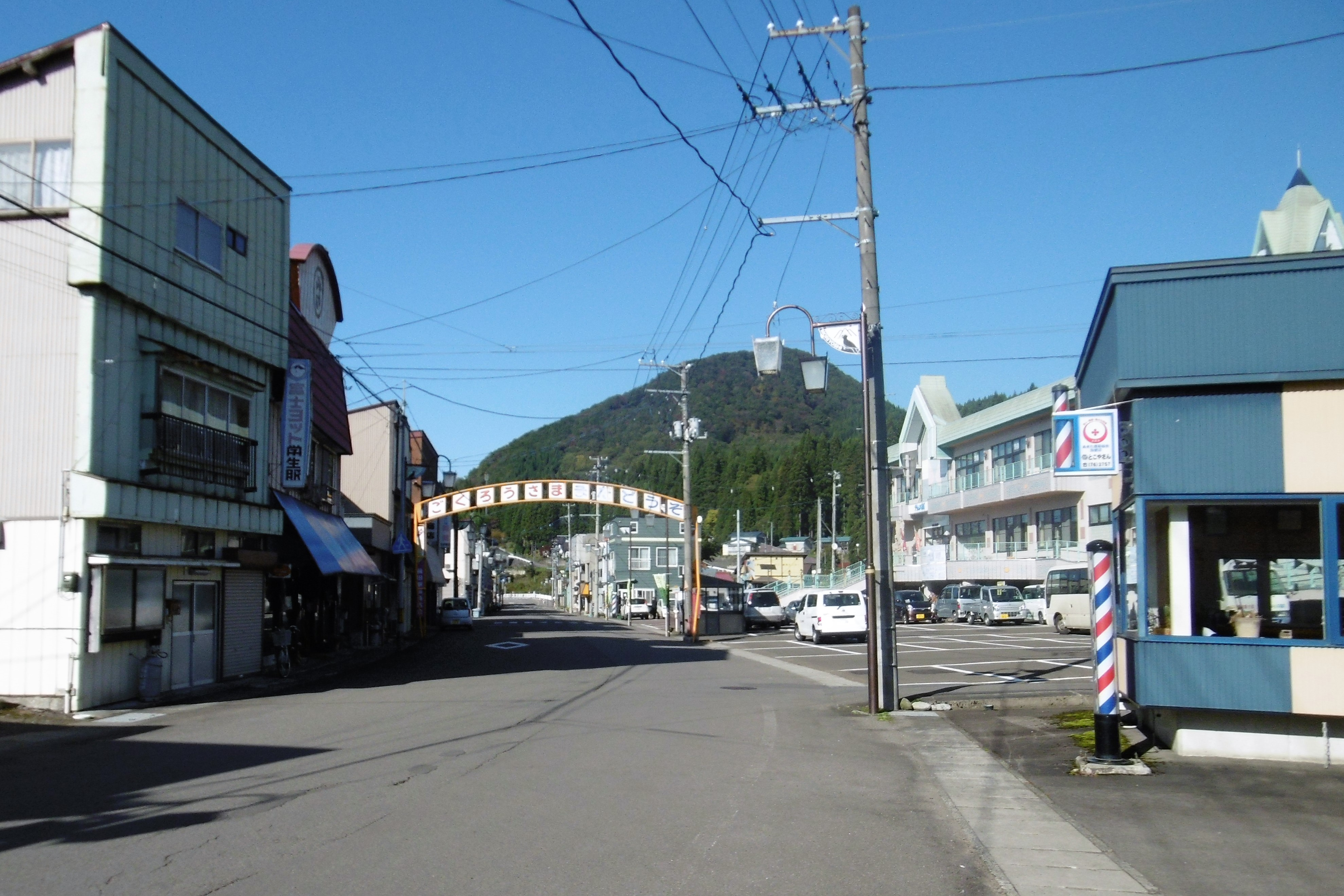
站前

- 四季美館
- 小又風穴（日语：小又風穴）
- 國道105號（日语：国道105号）
- 前田郵局
- 北秋田市立前田小學（日语：北秋田市立前田小学校）
- 秋田縣道309號比內森吉線（日语：秋田県道309号比内森吉線）
- 北秋田市森吉綜合窗口中心前田出張所
- 景點「太平湖、小又峽（日语：小又峡）」、秘湯「杣溫泉（日语：杣温泉）」的玄關口。

## 巴士、合乘的士
巴士路線
- 秋北巴士（日语：秋北バス）前田站前巴士站
  - 北秋田市民醫院（日语：北秋田市民病院）前 - 打當線
  - 米內澤 - 根森田線

合乘的士
在阿仁前田温泉站前設有預約制合乘的士。（由米內澤的士）
- 阿仁滑雪場（日语：阿仁スキー場）  - 全年運行
- 大平湖、小又峽（日语：小又峡）方向 - 只於6月1日至10月尾運行
- 米栂山莊周邊（森吉山 樣田登山口） - 只於6月1日至10月尾運行
- 森吉山水壩（日语：森吉山ダム）廣報館 - 杣溫泉（日语：杣温泉）、森吉山莊 - 日倉登山口 - 鳥獸中心（桃洞溪谷）方向 - 只於6月1日至10月尾運行

## 相鄰車站
秋田內陸縱貫鐵道
■秋田內陸線
- 急行「森吉」停車站

□快速、■普通
桂瀨－阿仁前田温泉－前田南

## 外部連結
- 路線圖（各站資訊） （页面存档备份，存于）（日語） - 秋田內陸縱貫鐵道
- 溫桲森吉（日語）